# ولادیمیر لیاخوف (فضانورد)
ولادیمیر لیاخوف (روسی: Влади́мир Афана́сьевич Ля́хов؛ زادهٔ ۲۰ ژوئیهٔ ۱۹۴۱) یک خلبان، و فضانورد اهل اتحاد جماهیر سوسیالیستی شوروی است.
وی همچنین برنده جوایزی همچون درجه لنین و قهرمان اتحاد شوروی شده است.